# Go Hayama
Go Hayama (端山 豪 Hayama Go?, nacido el 9 de abril de 1993 en Tokio) es un futbolista japonés que se desempeña como centrocampista.

## Trayectoria

### Clubes
| Club            | País  | Año         |
| --------------- | ----- | ----------- |
| Tokyo Verdy     | Japón | 2013        |
| Albirex Niigata | Japón | 2015 - 2018 |

## Estadística de carrera

### J. League
| Club            | Año   | J. League | J. League | Copa J. League | Copa J. League | Total | Total |
| Club            | Año   | Part.     | Goles     | Part.          | Goles          | Part. | Goles |
| --------------- | ----- | --------- | --------- | -------------- | -------------- | ----- | ----- |
| Tokyo Verdy     | 2013  | 7         | 0         | -              | -              | 7     | 0     |
| Albirex Niigata | 2015  | 8         | 1         | 3              | 0              | 11    | 1     |
| Albirex Niigata | 2016  | 9         | 1         | 3              | 0              | 12    | 1     |
| Albirex Niigata | 2017  | 5         | 0         | 6              | 0              | 11    | 0     |
| Total           | Total | 29        | 2         | 12             | 0              | 41    | 2     |